# Luisa Casillo
Luisa Casillo (San Giuseppe Vesuviano, 8 luglio 1988) è una pallavolista italiana, centrale della Wealth Planet Perugia.

## Carriera
Luisa Casillo si avvia alla pallavolo da professionista nel 2004, quando entra a far parte del Club Italia, con quale resterà per due stagioni; viene convocata anche nella nazionale under 18 con la quale vince la medaglia di bronzo al campionato mondiale di categoria 2005, dove viene anche premiata come migliore giocatrice a muro. Nel 2006 viene ingaggiata dal Centro Santulli Aversa partecipando al campionato di Serie B1.
Dopo due annate nella squadra campana, nella stagione 2008-09 partecipa al suo primo campionato professionista di Serie A1 con la Pallavolo Sirio Perugia, squadra in cui milita come riserva.
Nella stagione 2010-11 viene ingaggiata dalla RDM Pomezia, in Serie A2, mentre nella stagione successiva passa al Loreto, sempre nella stessa categoria, con la quale vince la Coppa Italia di categoria. Nella stagione 2012-13 veste la maglia dell'AGIL di Novara, ancora in serie cadetta, con cui ottiene la promozione in Serie A1, categoria dove milita con la stessa squadra nella stagione 2013-14.
Dopo un'annata di inattività a seguito del ferimento durante un incidente stradale, torna sui campi da gioco nella stagione 2015-16 per difendere i colori del VolAlto Caserta, in Serie A2, stessa categoria dove resta anche nella stagione successiva, acquistata dalla Golem Volley di Palmi: tuttavia a campionato in corso viene ceduta alla Pallavolo Scandicci, in Serie A1.
Si accasa per l'annata 2017-18 alla Polisportiva Adolfo Consolini di San Giovanni in Marignano, con cui si aggiudica la Coppa Italia di Serie A2 2017-18, mentre nella stagione successiva gioca per la Wealth Planet Perugia, sempre in Serie A2.

## Palmarès

### Club
- Coppa Italia di Serie A2: 2

2011-12, 2017-18

### Nazionale (competizioni minori)
- Campionato mondiale under 18 2005

### Premi individuali
- 2005 - Campionato mondiale under 18: Miglior muro